# August Wilhelm Boesen
August Wilhelm Boesen, född 12 augusti 1812 i Vigerslev, död 17 november 1857 i Bologna, var en dansk konstnär, som verkade främst som landskapsmålare.

## Biografi
August Wilhelm Boesen påbörjade sin utbildning vid Det Kongelige Danske Kunstakademi i Köpenhamn 1839, men avbröt den i förtid, för att ägna sig åt landskapsmåleri. Från och med 1836 började han att ställa och 1845–1847 reste han till Italien efter att han hade fått stöd från den danska konstakademin. På en senare resa till Italien dog han i Bologna 1857.

## Verk
August Wilhelm Boesen är representerad vid Statens Museum for Kunst, vid det norska Nasjonalmuseet for kunst, arkitektur og design och vid Oslo Museum:

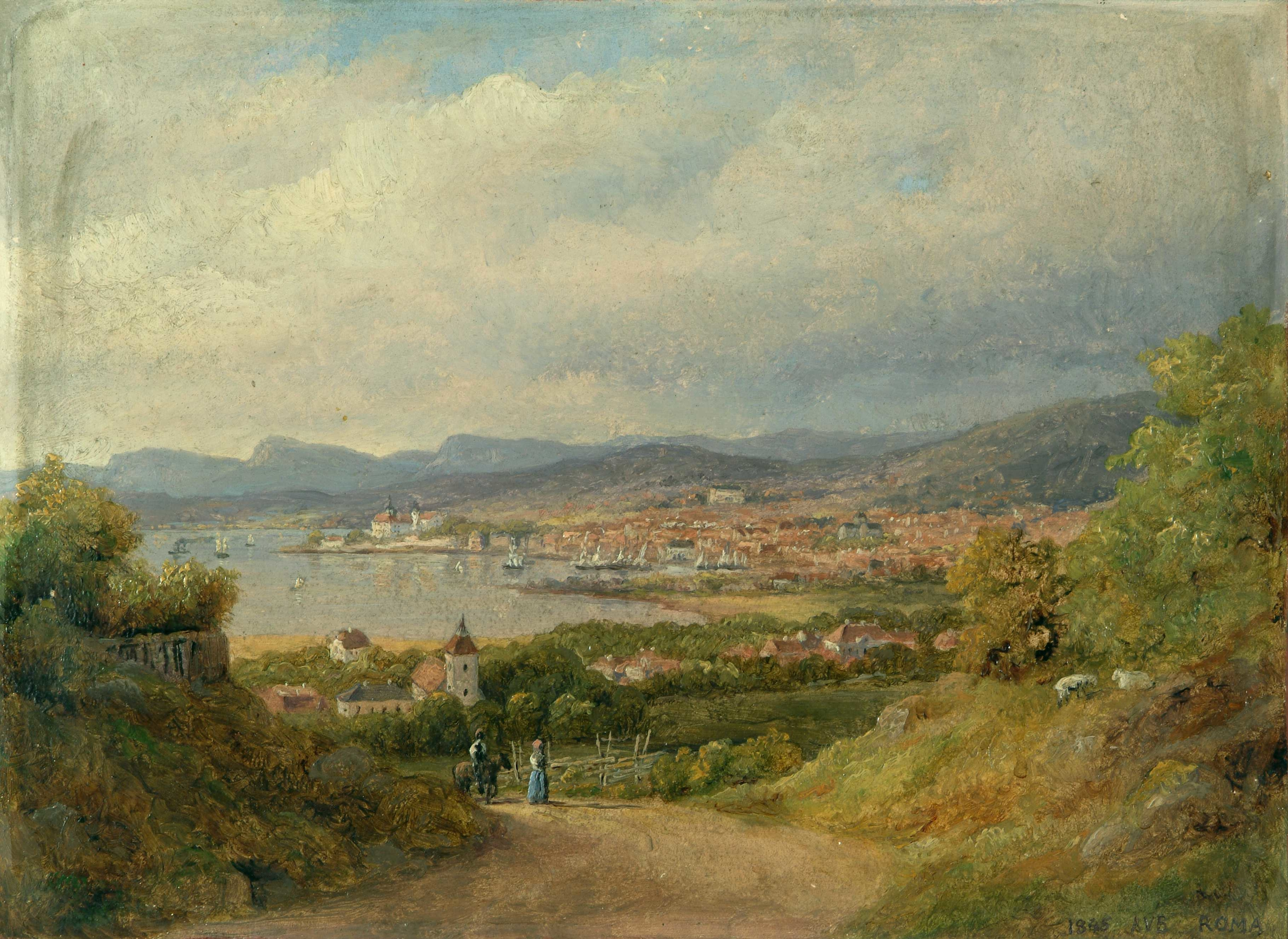
Christiania från Ekeberg, 1845 (Oslo Museum)
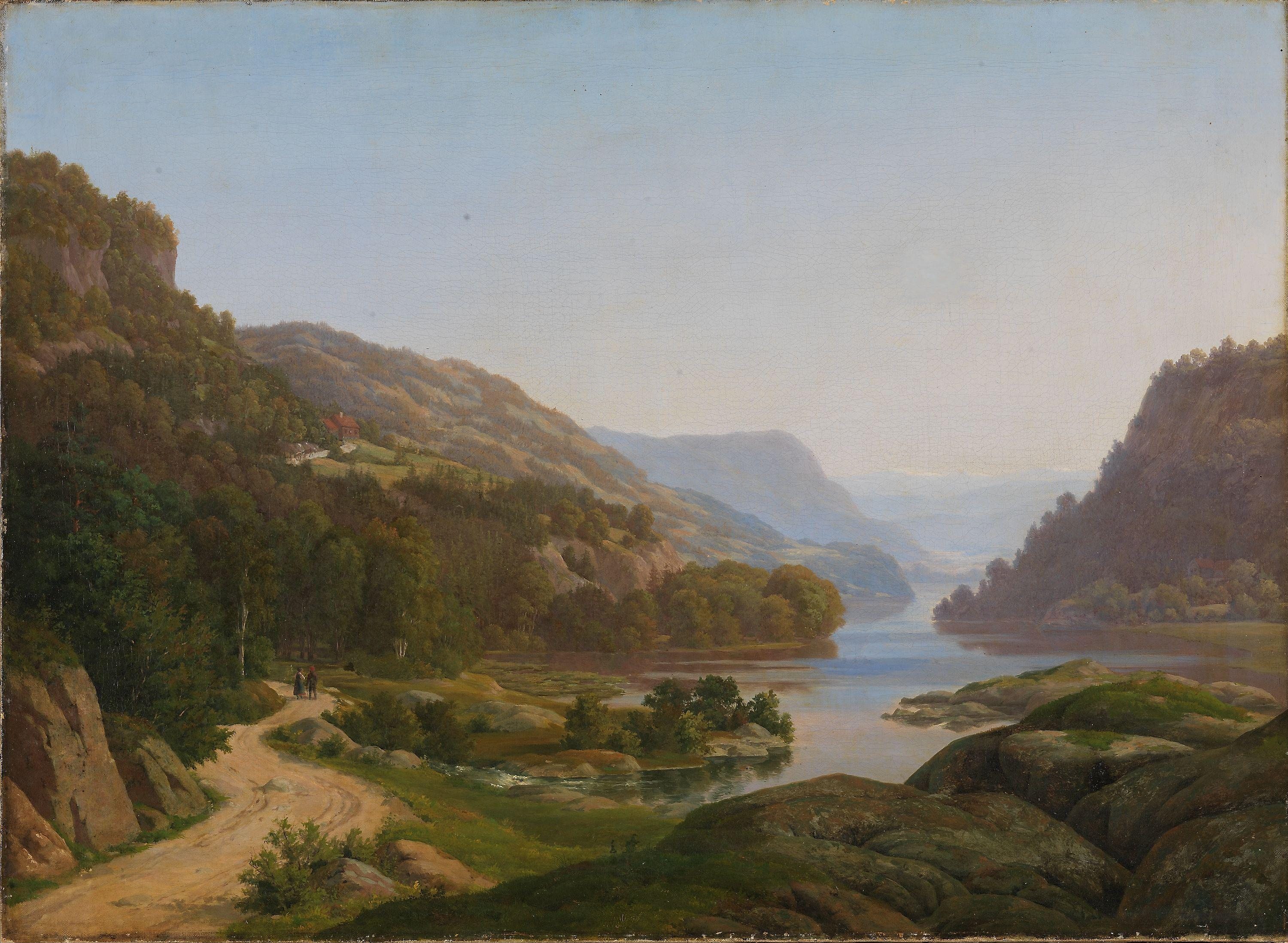
Drammenselven, ca 1840 (Nasjonalmuseet for kunst, arkitektur og design)
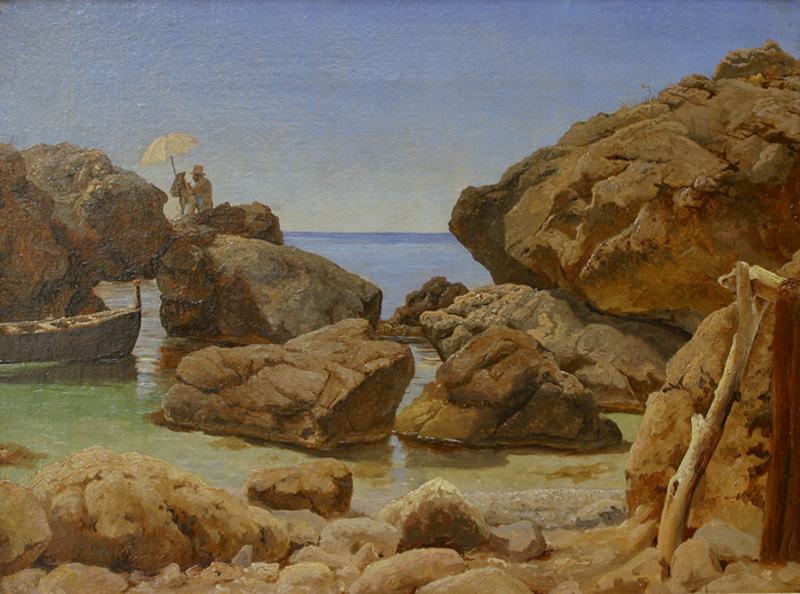
Stenig kust på Capri med en målande konstnär,  1845 - 1847 (Statens Museum for Kunst)